# بان ياران اميرحق مراد (مقاطعة دالاهو)
بان ياران اميرحق مراد (بالفارسية: بان یاران امیرحق مراد) هي قرية تقع في كرمانشاه في إيران. يقدر عدد سكانها بـ 75 نسمة بحسب إحصاء 2016.